# Leptocera omega
Leptocera omega är en tvåvingeart som beskrevs av Curtis W. Sabrosky 1949. Leptocera omega ingår i släktet Leptocera och familjen hoppflugor. Inga underarter finns listade i Catalogue of Life.